# Tehetetlenségi nyomaték
A tehetetlenségi nyomaték (SI egysége a kg×m²), a tömeggel analóg mennyiség forgómozgásnál. Vagyis a tehetetlenségi nyomaték a forgást végző merev test forgási tehetetlensége. Szokásos jelölése {\displaystyle I\,}, {\displaystyle J\,} vagy {\displaystyle \Theta \,}.

## Áttekintés
Egy merev test tehetetlenségi nyomatéka egy adott tengely körül azt adja meg, hogy „mennyire nehéz” megváltoztatni a szögsebességét a tengely körül.
Analógia: A tehetetlenségi nyomaték egy forgást végző testnél ugyanazt jelenti, amit egy egyenes vonalon haladó testnél a tömeg jelent. Mégpedig azt, hogy mekkora energiát tárol adott test, adott mozgásállapotával. A tárolt energia és a tehetetlenségi nyomaték(vagy analógia esetében a tömeg) egyenes arányosságban áll egymással.
Szemléltetésként vegyünk egy A és egy B tárcsát, melyek tömege egyenlő. Az A tárcsa sugara legyen nagyobb, mint B sugara. Feltételezve, hogy a tárcsák anyaga homogén és vastagságuk azonos, nehezebb felgyorsítani (azaz a szögsebességét növelni) az A tárcsát, mivel tömege átlagosan távolabb van a tengelytől. Azt mondjuk, hogy A tehetetlenségi nyomatéka nagyobb, mint B tehetetlenségi nyomatéka.
A tehetetlenségi nyomatéknak két alakja van, az egyiket, az {\displaystyle I\,} skaláris alakot akkor használjuk, ha az {\displaystyle \mathbf {\hat {n}} } forgás tengelyét ismerjük, a másik, általánosabb {\displaystyle \mathbf {I} } tenzor alakjához nem kell ismernünk a forgástengelyt. A skalár tehetetlenségi nyomatékot gyakran egyszerűen „tehetetlenségi nyomatéknak” nevezik. Nem szabad összetéveszteni a tehetetlenségi nyomatékot a (síkidomok) másodrendű nyomatékával, melyet azonos módon {\displaystyle I\,}-vel jelölnek. A legegyszerűbben a mértékegységek alapján lehet őket egymástól megkülönböztetni.
Hasonlóképpen a tehetetlenségi nyomatékot nem szabad összekeverni a poláris másodrendű nyomatékkal, mely egy rúd csavarással szembeni ellenállásának mértéke.

### Definíció
Egy tengely körül forgó tömegpont skalár tehetetlenségi nyomatékát az
{\displaystyle I{=}\ mr^{2}\,}
definiálja, ahol
{\displaystyle m\,} a tömege és
{\displaystyle r\,} a forgástengelytől mért távolsága
A tehetetlenségi nyomaték additív, így egy {\displaystyle N\,} darab {\displaystyle m_{i}\,} tömegű, a forgástengelytől egyenként {\displaystyle r_{i}\,} sugáron elhelyezett tömegpontból álló merev test tehetetlenségi nyomatéka egyenlő a tömegpontok tehetetlenségi nyomatékainak összegével
{\displaystyle I{=}\ \sum _{i=1}^{N}{m_{i}r_{i}^{2}}\,\!}
Folytonos {\displaystyle \rho } sűrűségű merev test ismert forgástengelyre vett tehetetlenségi nyomatékát a tömegpontok tehetetlenségi nyomatékának integrálásával számíthatjuk ki:
{\displaystyle I{=}\ \int \limits _{V}r^{2}(m)\,dm=\iiint \limits _{V}r^{2}(v)\,\rho (v)\,dv=\iiint \limits _{V}r^{2}(x,y,z)\,\rho (x,y,z)\,dx\,dy\,dz\!}
ahol
{\displaystyle V\,} a test térfogata,
{\displaystyle r\,} a forgástengelytől mért távolság,
{\displaystyle m\,} a tömeg,
{\displaystyle v\,} a térfogat,
{\displaystyle \rho \,} a test pontszerű sűrűségének függvénye és
{\displaystyle x\,}, {\displaystyle y\,}, {\displaystyle z\,} a derékszögű koordináták.

## Közelítő képletek
Egyes nem pontszerű testek tehetetlenségi nyomatékát közelíteni lehet a következő egyszerű képlettel:
{\displaystyle I\approx k\cdot M\cdot {R}^{2}\,\!}
ahol
{\displaystyle k\,} a testre jellemző tényező,
{\displaystyle M\,} a test tömege és
{\displaystyle R\,} a test sugara a forgástengelytől mérve.
A {\displaystyle k\,} tényező értéke attól függ, milyen a test alakja, az {\displaystyle R\,} sugár pedig a test legtávolabbi pontjának távolsága a forgástengelytől. Például:
- {\displaystyle k\,=1} – vékony gyűrű vagy vékony falú henger geometriai tengelye körül forgatva
- {\displaystyle k\,=2/5} – tömör gömb geometriai tengelye körül forgatva

Más nem pontszerű testeknél a képlet:
{\displaystyle I\approx k\cdot M\cdot {L}^{2}\,\!}
ahol
{\displaystyle k\,} a testre jellemző tényező,
{\displaystyle M\,} a test tömege és
{\displaystyle L\,} a test átmérője.
A {\displaystyle k\,} tényező értéke attól függ, milyen a test alakja, az {\displaystyle L\,} átmérő pedig a test két legtávolabbi pontjának távolsága. Például:
- {\displaystyle k\,=1/12} – vékony rúd a súlypontján átmenő, a hosszára merőleges tengely körül forgatva
- {\displaystyle k\,=1/3} – vékony rúd egyik végpontján átmenő tengely körül forgatva

#### Ezek alapján néhányhomogéntest tehetetlenségi nyomatéka[1]
| Test                     | Tengely                      | {\displaystyle \theta }                                    |
| ------------------------ | ---------------------------- | ---------------------------------------------------------- |
| Körhenger                | szimmetriatengely            | {\displaystyle {\frac {1}{2}}mR^{2}}                       |
| Körhenger                | erre merőleges tengely       | {\displaystyle {\frac {1}{4}}mR^{2}+{\frac {1}{12}}mh^{2}} |
| Üres körhenger           | szimmetriatengely            | {\displaystyle {\frac {1}{2}}m(R_{1}^{2}-R_{2}^{2})}       |
| Derékszögű egyenes hasáb | a c éllel párhuzamos tengely | {\displaystyle {\frac {1}{12}}m(a^{2}+b^{2})}              |
| Kocka                    | súlyponttengely              | {\displaystyle {\frac {1}{6}}ma^{2}}                       |
| Gömb                     | súlyponttengely              | {\displaystyle {\frac {2}{5}}mR^{2}}                       |
| Gömbhéj                  | súlyponttengely              | {\displaystyle {\frac {2}{3}}mR^{2}}                       |
| Ellipszoid               | c tengely                    | {\displaystyle {\frac {1}{5}}m(a^{2}+b^{2})}               |
| Egyenes körkúp           | szimmetriatengely            | {\displaystyle {\frac {3}{10}}mR^{2}}                      |

## Párhuzamos tengelyek tétele
Ha a tehetetlenségi nyomaték egy, a tömegközépponton átmenő tengelyre vonatkozólag ismert, akkor ezzel párhuzamos tengelyre könnyen kiszámítható. Ha az új tengely {\displaystyle R\,} távolságra van a tömegközépponton átmenő tengelytől (például egy tárcsa tehetetlenségi nyomatéka a palástjára illeszkedő tengely körül), az erre számított tehetetlenségi nyomaték:
{\displaystyle I_{\mathrm {1} }=I_{\mathrm {s} }+MR^{2}\,\!}
ahol
{\displaystyle M\,} a merev test tömege,
{\displaystyle I_{1}\,} az új tengelyre számított tehetetlenségi nyomaték,
{\displaystyle I_{s}\,} a tömegközépponton áthaladó tengelyre számított tehetetlenségi nyomaték és
{\displaystyle R\,} a tengely távolsága a tömegközépponton átmenő tengelytől.
Ezt a tételt Steiner-tételnek, vagy az angolszász irodalomban Huygens-Steiner-tételnek is nevezik.

## Mozgási energia
A rendszer mozgási energiáját a tehetetlenségével lehet kifejezni. {\displaystyle N\,} számú, egyenként {\displaystyle m_{i}\,} tömeggel rendelkező, {\displaystyle v_{i}\,} sebességű pont {\displaystyle E_{k}\,} mozgási energiája egyenlő:
{\displaystyle E_{k}=\sum _{i=1}^{N}{\frac {1}{2}}m_{i}v_{i}^{2}\,\!}
Egy merev testre, mely {\displaystyle \omega \,} szögsebességgel forog, a sebességek így írhatók:
{\displaystyle v_{i}=\omega r_{i}\,\!} (omega dimenziója: rad/sec)
ahol ismét {\displaystyle r_{i}\,} a tömegpont tengelytől mért távolsága. Ezzel a mozgási energia így írható:
{\displaystyle E_{k}=\sum _{i=1}^{N}{\frac {1}{2}}m_{i}\omega ^{2}r_{i}^{2}={\frac {1}{2}}I\omega ^{2}\,\!}
És végül a végképletre írható:
{\displaystyle E_{k}={\frac {1}{2}}I\omega ^{2}\,\!}

## Impulzusmomentum és nyomaték
Egy tömegpontokból álló rendszer {\displaystyle \mathbf {L} } impulzusmomentumát a {\displaystyle p_{i}\,} impulzusából és a tömegpontnak a forgástengelytől számított {\displaystyle r_{i}\,} távolságából a következőképpen lehet kiszámítani:
{\displaystyle \mathbf {L} =\sum _{i=1}^{N}\mathbf {r} _{i}\times \mathbf {p} _{i}=\sum _{i=1}^{N}m_{i}\mathbf {r} _{i}\times \mathbf {v} _{i}}
Az {\displaystyle \mathbf {\hat {n}} } egységvektorral jellemzett forgástengely körül {\displaystyle \omega \,} szögsebességgel forgó merev test tetszőleges pontjának {\displaystyle \mathbf {v} _{i}} sebességvektorára írható a következő vektoriális szorzat:
{\displaystyle \mathbf {v} _{i}=\omega \mathbf {\hat {n}} \times \mathbf {r} _{i}\ {\stackrel {\mathrm {def} }{=}}\ {\boldsymbol {\omega }}\times \mathbf {r} _{i}}
ahol
a szögsebességvektor {\displaystyle {\boldsymbol {\omega }}{=}\ \omega \mathbf {\hat {n}} } és
{\displaystyle \mathbf {r} _{i}} a forgástengelyt a tömegponttal összekötő legrövidebb vektor.
Behelyettesítve a {\displaystyle \mathbf {v} _{i}} összefüggését az {\displaystyle \mathbf {L} } definíciójába:
{\displaystyle \mathbf {L} =\sum _{i=1}^{N}m_{i}\mathbf {r} _{i}\times ({\boldsymbol {\omega }}\times \mathbf {r} _{i})={\boldsymbol {\omega }}\sum _{i=1}^{N}m_{i}r_{i}^{2}=I\omega \mathbf {\hat {n}} }
ahol felhasználtuk azt, hogy az {\displaystyle \mathbf {r} _{i}} vektorok merőlegesek a forgástengelyre (például egy lendkeréknél): {\displaystyle {\boldsymbol {\omega }}\cdot \mathbf {r} _{i}=0}.
Az {\displaystyle \mathbf {N} } nyomaték az {\displaystyle \mathbf {L} } impulzusmomentum változási sebessége:
{\displaystyle \mathbf {N} \ {=}\ {\frac {d\mathbf {L} }{dt}}}
Ha az {\displaystyle I\,} tehetetlenségi nyomaték állandó (vagy azért, mert a fő tehetetlenségi nyomatékok egyenlőek vagy azért, mert a nyomaték az {\displaystyle \mathbf {\hat {n}} } forgástengely körül forgatja a testet és így {\displaystyle \mathrm {I} \,} nem változik), írható:
{\displaystyle \mathbf {N} \ {=}\ I{\frac {d\omega }{dt}}\mathbf {\hat {n}} =I\alpha \mathbf {\hat {n}} }
ahol
{\displaystyle \alpha \,} az úgynevezett szöggyorsulás az {\displaystyle \mathbf {\hat {n}} } tengely körül.
Megjegyezzük, ha {\displaystyle I\,} nem állandó a külső koordináta-rendszerben (vagyis a szabad tengellyel rendelkező rendszer fő tehetetlenségi nyomatékai nem egyenlőek), a tehetetlenségi nyomatékot nem lehet a deriváltból kiemelni. Ez az eset a nyomatékmentes szabad precesszió.

## Tehetetlenségi nyomaték tenzor
Ugyanannak a testnek a különböző tengelyekre vett tehetetlenségi nyomatéka különböző. Például a három derékszöget bezáró ({\displaystyle x\;}, {\displaystyle y\;} és {\displaystyle z\;}) koordinátatengelyre vett tehetetlenségi nyomatéka
{\displaystyle I_{xx}=\;} az {\displaystyle x\;} tengellyel párhuzamos, a tömegközépponton átmenő tengelyre vett tehetetlenségi nyomaték,
{\displaystyle I_{yy}=\;} az {\displaystyle y\;} tengellyel párhuzamos, a tömegközépponton átmenő tengelyre vett tehetetlenségi nyomaték,
{\displaystyle I_{zz}=\;} a {\displaystyle z\;} tengellyel párhuzamos, a tömegközépponton átmenő tengelyre vett tehetetlenségi nyomaték,
nem biztos, hogy egyenlőek, hacsak a test nem szimmetrikus minden tengelyre. A tehetetlenségi nyomaték tenzor segítségével kényelmesen foglalhatjuk egy mennyiségbe egy test összes tehetetlenségi nyomatékát.

### Definíció
Egy merev test {\displaystyle N\,} darab {\displaystyle m_{i}\,} tömegpontjának tehetetlenségi tenzora az alábbi alakú:
{\displaystyle \mathbf {I} ={\begin{bmatrix}I_{xx}&I_{xy}&I_{xz}\\I_{yx}&I_{yy}&I_{yz}\\I_{zx}&I_{zy}&I_{zz}\end{bmatrix}}}.
Elemei az alábbiak szerint definiálhatók:
{\displaystyle I_{xx}\ {=}\ \sum _{i=1}^{N}m_{i}(y_{i}^{2}+z_{i}^{2})\,\!},
{\displaystyle I_{yy}\ {=}\ \sum _{i=1}^{N}m_{i}(x_{i}^{2}+z_{i}^{2})\,\!},
{\displaystyle I_{zz}\ {=}\ \sum _{i=1}^{N}m_{i}(x_{i}^{2}+y_{i}^{2})\,\!},
{\displaystyle I_{xy}=I_{yx}\ {=}\ -\sum _{i=1}^{N}m_{i}x_{i}y_{i}\,\!},
{\displaystyle I_{xz}=I_{zx}\ {=}\ -\sum _{i=1}^{N}m_{i}x_{i}z_{i}\,\!} és
{\displaystyle I_{yz}=I_{zy}\ {=}\ -\sum _{i=1}^{N}m_{i}y_{i}z_{i}\,\!}
derékszögű {\displaystyle (x_{i},y_{i},z_{i})\,} koordinátákra, ahol az origó a test súlypontjában van. Itt {\displaystyle I_{xx}\,} jelöli az {\displaystyle x\,}-tengelyre vett tehetetlenségi nyomatékot, ha a test az {\displaystyle x\,}-tengely körül forog, {\displaystyle I_{xy}\,} jelöli az {\displaystyle y\,}-tengelyre vett tehetetlenségi nyomatékot, ha a test az {\displaystyle x\,}-tengely körül forog, és így tovább.
Ezeket a mennyiségeket általánosítani lehet folytonos tömegeloszlású testekre is, hasonlóan a skalár tehetetlenségi nyomatékhoz. Írható:
{\displaystyle \mathbf {I} =\int _{V}\left[\left(\mathbf {r} \cdot \mathbf {r} \right)\mathbf {\delta } -\mathbf {r} \otimes \mathbf {r} \right]\ dm}
ahol {\displaystyle \left(\mathbf {r} \otimes \mathbf {r} \right)_{i,j}=\mathbf {r} _{i}\mathbf {r} _{j}}
és {\displaystyle \mathbf {\delta } \,} a 3 x 3 egységmátrix.

### Redukció skalár alakra
Az {\displaystyle I} skalár bármely {\displaystyle \mathbf {\hat {n}} } tengelyre a {\displaystyle \mathbf {I} } tenzorból számítható kétszeres skalárszorzat segítségével:
{\displaystyle I=\mathbf {\hat {n}} \cdot \mathbf {I} \cdot \mathbf {\hat {n}} =\sum _{j=1}^{3}\sum _{k=1}^{3}n_{j}I_{jk}n_{k}}
ahol az összegezés a három derékszögű koordinátára terjed ki.

### Fő tehetetlenségi nyomatékok
Mivel a tenzor valós, szimmetrikus mátrix, található olyan derékszögű koordináta-rendszer, melyben diagonálmátrix lesz, vagyis ilyen alakú:
{\displaystyle \mathbf {I} ={\begin{bmatrix}I_{1}&0&0\\0&I_{2}&0\\0&0&I_{3}\end{bmatrix}}}
ahol a koordinátatengelyeket tehetetlenségi főtengelynek hívják és a {\displaystyle I_{1}\,}, {\displaystyle I_{2}\,} és {\displaystyle I_{3}\,} állandókat pedig fő tehetetlenségi nyomatékoknak és általában növekvő sorrendbe rendezik:
{\displaystyle I_{1}\leq I_{2}\leq I_{3}}
A főtengelyek irányába eső egységvektorokat általában így jelölik: {\displaystyle (\mathbf {e} _{1},\mathbf {e} _{2},\mathbf {e} _{3})}.
Ha mindhárom fő tehetetlenségi nyomaték egyenlő, akkor bármilyen irányú súlyponton átfektetett tengely tehetetlenségi főtengely.
A főtengelyek gyakran esnek a test szimmetriatengelyeire.
Ha egy merev test egy tengelyre {\displaystyle m\,}-ed rendű szimmetriával rendelkezik, vagyis szimmetrikus {\displaystyle 360^{\circ }/m\,} forgatások alatt egy tengelyre, a szimmetriatengely főtengely. Ha {\displaystyle m>2\,}, akkor két fő tehetetlenségi nyomaték egyenlő. Ha a merev testnek van legalább két szimmetriatengelye, mely nem merőleges egymásra, akkor mindhárom fő tehetetlenségi nyomaték egyenlő, például a kocka ilyen (vagy bármely más szabályos test).

### Steiner-tétel
Ha a tehetetlenségi tenzor ismert a súlypontra, hasznos módszer a Steiner-tétellel kiszámítani a súlyponttól eltérő tengelyekre. Ha a forgástengelyt {\displaystyle \mathbf {R} \,} helyvektorral eltoljuk a súlyponti tengelytől, az új tehetetlenségi tenzor egyenlő:
{\displaystyle \mathbf {I} _{jk}^{\mathrm {displaced} }=\mathbf {I} _{jk}^{\mathrm {centroid} }+M\left[\delta _{jk}\,\mathbf {R} \cdot \mathbf {R} -R_{j}R_{k}\right]}
ahol {\displaystyle M\,} a merev test tömege és {\displaystyle \delta _{jk}\,} a Kronecker-delta-függvény.

### Más mechanikai mennyiségek
A {\displaystyle \mathbf {I} } tenzor segítségével a mozgási energia kétszeres skalárszorzatként írható:
{\displaystyle E_{k}={\frac {1}{2}}{\boldsymbol {\omega }}\cdot \mathbf {I} \cdot {\boldsymbol {\omega }}={\frac {1}{2}}I_{1}\omega _{1}^{2}+{\frac {1}{2}}I_{2}\omega _{2}^{2}+{\frac {1}{2}}I_{3}\omega _{3}^{2}}
az impulzusmomentum pedig egyszeres skalár szorzatként:
{\displaystyle \mathbf {L} =\mathbf {I} \cdot {\boldsymbol {\omega }}=\omega _{1}I_{1}\mathbf {e} _{1}+\omega _{2}I_{2}\mathbf {e} _{2}+\omega _{3}I_{3}\mathbf {e} _{3}}
A fentiek segítségével a mozgási energia az impulzusmomentum függvényében írható fel a főtengelyek koordináta-rendszerében:
{\displaystyle E_{k}={\frac {L_{1}^{2}}{2I_{1}}}+{\frac {L_{2}^{2}}{2I_{2}}}+{\frac {L_{3}^{2}}{2I_{3}}}\,\!}
ahol {\displaystyle L_{k}\ {=}\ I_{k}\omega _{k}}
{\displaystyle k=1,2,3\,}-re.

## Meghatározása méréssel
A műszaki gyakorlatban néha szükség van ismeretlen tömegeloszlású testek tehetetlenségi nyomatékának meghatározására. Ehhez először meg kell határozni a merev test tömegközéppontjának helyét. Ezután a testet fel kell függeszteni és ki kell mozdítani nyugalmi helyzetéből. A test fizikai ingaként lengésbe jön. A {\displaystyle T\,} lengésidőből, a tömegközéppontnak a felfüggesztési ponttól mért {\displaystyle d\,} távolságából és a test {\displaystyle m\,} tömegéből a tehetetlenségi nyomaték kiszámítható:
{\displaystyle I=mgd{\frac {T^{2}}{4\pi ^{2}}}}

## Lásd még
- Tehetetlenségi nyomatékok listája
- Tehetetlenségi tenzorok listája
- Nyomaték
- Forgási energia
- Merev test
- Merev forgórész

## Külső hivatkozások
- Mechanika
- Tehetetlenségi nyomatékok táblázata (angol)
- Tehetetlenségi nyomaték és perdület a sulineten
- A tehetetlenségi tenzor (angol)